# Apisa kamitugensis
Pseudothyretes kamitugensis là một loài bướm đêm thuộc phân họ Arctiinae, họ Erebidae.